# Обратимые реакции
Обрати́мые реа́кции — химические реакции, протекающие одновременно в двух противоположных направлениях (прямом и обратном), например:
3H2 + N2 ⇌ 2NH3
N2O4 ⇌ 2NO2

## Влияние давления
При повышении давления химическое равновесие смещается в сторону реакции, сопровождающейся уменьшением общего количества газов. При понижении — наоборот.

## Влияние концентрации веществ
При увеличении концентраций исходных веществ равновесие всегда смещается вправо, а при их уменьшении — влево.
При увеличении концентраций конечных веществ равновесие всегда смещается влево, а при уменьшении — вправо.

## Влияние температуры
При повышении температуры равновесие смещается в сторону эндотермической реакции, а при понижении температуры — в сторону экзотермической реакции.

## Интеркаляция
Интеркаляция — обратимое включение (вставка) молекулы или группы между другими молекулами или группами.

### Интеркаляция в литий-ионном аккумуляторе
Переносчиком заряда в литий-ионном аккумуляторе является положительно заряженный ион лития, который внедряется (интеркалируется) в кристаллическую решетку других материалов (например, в графит, оксиды и соли металлов) с образованием химической связи (например: в графит с образованием LiC6, оксиды (LiMO2) и соли (LiMRON) металла).

### Интеркаляция в алюминий-ионном аккумуляторе
Алюминий-ионный аккумулятор состоит из металлического алюминиевого анода, катода из графита в виде пены и жидкого ионного невоспламеняющегося электролита. Батарея работает по принципу электрохимического осаждения: происходит растворение алюминия на аноде, далее в среде жидкого электролита анионы хлоралюмината интеркалируют в графит.

### Интересные факты
Среди физико-химиков существует такая точка зрения, что вообще все химические реакции можно считать обратимыми. Необходимо только подобрать нужные условия смещения равновесия, что на самом деле, зачастую, сделать крайне затруднительно.